# Perseveração
Perseveração, de acordo com a psicologia, psiquiatria e patologia da fala e linguagem, é a repetição de uma resposta particular (como uma palavra, frase ou gesto) independentemente da ausência ou cessação de um estímulo. Geralmente é causada por uma lesão cerebral ou outro distúrbio orgânico. Os sintomas incluem "falta de capacidade de fazer a transição ou trocar ideias de forma adequada com o contexto social, conforme evidenciado pela repetição de palavras ou gestos após terem deixado de ser socialmente relevantes ou apropriados", ou o "ato ou tarefa de fazê-lo", e não são melhor descritos como estereotipia (um comportamento idiossincrático altamente repetitivo).